# Uduba salegy
Espèce
Uduba salegy est une espèce d'araignées aranéomorphes de la famille des Udubidae.

## Distribution
Cette espèce est endémique de la région Diana à Madagascar,. Elle se rencontre dans le parc national de la Montagne d'Ambre.

## Description
Le mâle holotype mesure 10,00 mm et la femelle paratype 15,00 mm, les mâles mesurent de 10,00 à 12,57 mm et les femelles de 11,00 à 17,14 mm.

## Systématique et taxinomie
Cette espèce a été décrite par Griswold, Ubick, Ledford et Polotow en 2022.

## Étymologie
Son nom d'espèce lui a été donné en référence au Salegy.

## Publication originale
- Griswold, Ubick, Ledford & Polotow, 2022 : « A revision of the Malagasy crack-leg spiders of the genus Uduba Simon 1880 (Araneae, Udubidae), with description of 35 new species from Madagascar. » Proceedings of the California Academy of Sciences, sér. 4, vol. 67, Supplement II, p. 1-193 (texte intégral).